# Aguaje Verde
Aguaje Verde är en ort i Mexiko.   Den ligger i kommunen Moris och delstaten Chihuahua, i den nordvästra delen av landet, 1 400 km nordväst om huvudstaden Mexico City. Aguaje Verde ligger 1 372 meter över havet och antalet invånare är 106.
Terrängen runt Aguaje Verde är varierad. Runt Aguaje Verde är det mycket glesbefolkat, med 2 invånare per kvadratkilometer. Närmaste större samhälle är Ciénega del Pilar, 4,2 km nordost om Aguaje Verde. I omgivningarna runt Aguaje Verde växer i huvudsak blandskog.